# Eastham (Merseyside)
Eastham – wieś w Anglii, w hrabstwie ceremonialnym Merseyside, w dystrykcie metropolitalnym Wirral. Leży 10 km na południe od centrum Liverpool i 278 km na północny zachód od Londynu. W 2001 miejscowość liczyła 12 250 mieszkańców.